# Bajutsu

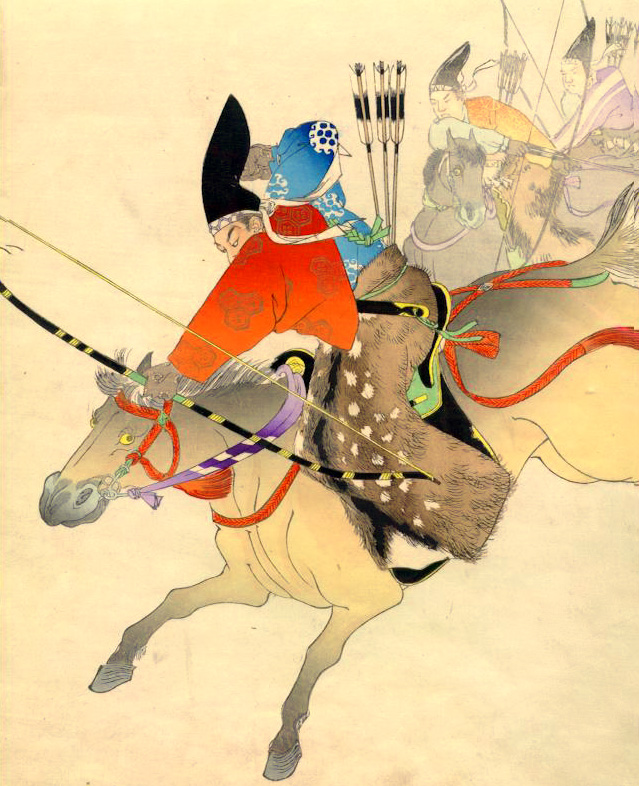
"Inu ou mono", da "Chiyoda no Ohyoh". Era Meiji.

Il bajutsu è l'arte dell'equitazione giapponese, specialmente nel sistema di istruzione militare dell'epoca feudale (bujutsu). Si trattava di una delle discipline base dell'addestramento dei samurai, insieme al kyūjutsu, al kenjutsu e al sōjutsu.
Intorno al 1600, per via del relativo periodo di pace, unitamente ai costi proibitivi per l'acquisto ed il mantenimento di un cavallo, il bajutsu fu progressivamente abbandonato, e la sua pratica limitata a parate militari e cerimonie.
Il termine è l'unione di "Ba" (cavallo) e "jutsu" (arte).